# Nuova Università Georgiana
La Nuova Università Georgiana è una Università di ricerca a Poti, Georgia. L'Università è stata fondata nel 2015 con il patrocinio della Chiesa ortodossa apostolica autocefala della Georgia. L'Università offre programmi accademici in Filosofia cristiana e Psicologia cristiana.

## Storia
La Nuova Universitò Georgiana è stata fondata con la benedizione del “Catholicos” (Patriarca) di tutta la Georgia e grazie agli sforzi del Metropolita di Poti e Khobi Grigoli (Berbichashvili). Il 14 dicembre 2015 l'Università ha ricevuto l'autorizzazione e l'accreditamento statale e ha ottenuto lo status di Università, che le dà l'opportunità di attuare programmi di istruzione superiore e ricerche scientifiche. La Nuova Università Georgiana offre programmi di master e dottorato in Filosofia cristiana e Psicologia cristiana. Nel 2021 l'Università ha ricevuto l'autorizzazione statale e l'accreditamento per altri 6 anni. L'Università ha partner in diversi paesi tra cui la Germania, gli Stati Uniti e la Grecia.

## Facoltà di Lettere e Scienze Sociali
La Faculty of Humanities and Social Sciences è un'importante unità educativa e amministrativa della Nuova Università Georgiana, attualmente conta 28 docenti e offre programmi di laurea e dottorato di ricerca.
Corsi di laurea:
- Master in Filosofia Cristiana / Laurea: Master in Filosofia -2 anni (4 semestri)
- Master in Psicologia Cristiana / Laurea: Master in Psicologia -2 anni (4 semestri)

Dottorato di Ricerca:
- Dottorato di Ricerca in Filosofia Cristiana / Laurea: Dottore in Filosofia -3 anni (6 semestri)

Programma non di laurea:
Programma di formazione continua in studi cristiani - 1 anno.

## Laureati Honoris causa
- Metropolita Kallistos (Ware) di Diokleia

- Metropolita Giovanni (Zizioulas) di Pergamo

- Chad Hatfield

- Christos Yannaras

- Richard Swinburne

## Archivio di filosofia e teologia caucasica
L'Archivio di filosofia e teologia caucasica coordina il processo di ricerca accademica nell'Università. Direttore dell'Archivio è il Professor Tengiz Iremadze. L'Archivio si propone di promuovere lo studio approfondito del ricco patrimonio teorico della regione del Caucaso, di divulgare le tradizioni filosofiche e teologiche georgiane nel mondo globale contemporaneo, di sviluppare nuovi strumenti accademici di ricerca nella filosofia e teologia cristiana e di sostenere i giovani ricercatori in filosofia e teologia. Dal 2015 l'Archivio ha pubblicato più di 50 libri. Le principali aree di ricerca dell'Archivio sono: Filosofia cristiana, Teologia cristiana, Storia della filosofia georgiana, Filosofia interculturale, Teologia politica, Antropologia filosofica, Neurofilosofia e Bioetica.

### Biblioteca
La biblioteca ospita collezioni di letteratura teologica e filosofica in lingua georgiana e straniera (testi canonici, testi classici e contemporanei di storia della filosofia, opere dei Padri della Chiesa, autori medievali georgiani e stranieri, teologi ortodossi contemporanei). Sotto la direzione dell'Archivio di Filosofia e Teologia caucasica la biblioteca si arricchisce periodicamente di fondi librari privati di filosofi e teologi della regione del Caucaso. La sezione digitale della biblioteca contiene fino a 70.000 libri digitali. 

## Progetti accademici
Petritsi Portal è la piattaforma accademica on line della Nuova Università Georgiana. Il nome del portale deriva dal grande filosofo georgiano medievale Ioane Petritsi. Il portale riunisce ricercatori georgiani e stranieri che lavorano nei campi della filosofia, della teologia e delle scienze sociali. Il portale pubblica regolarmente nuove traduzioni, articoli accademici e recensioni di filosofia, teologia e psicologia.
L’Enciclopedia di filosofia e teologia georgiana è un progetto accademico on line promosso dall'Archivio di filosofia e teologia caucasica. L'Enciclopedia comprende articoli su eminenti filosofi e teologi georgiani, nonché articoli su scuole, branche e concetti della filosofia e teologia georgiana. Gli autori degli articoli pubblicati nell'Enciclopedia sono noti studiosi georgiani e stranieri.